# Gemenelandsweg
De Gemenelandsweg is een weg in de wijk Frimangron in Paramaribo. De straat loopt van de Zwartenhovenbrugstraat naar de Johan Adolf Pengelstraat.

## Bouwwerken
De Gemenelandsweg loopt van een zuidelijk punt van de Zwartenhovenbrugstraat in noordwestelijke richting. Er is er een kruising met de A.L. Waaldijkstraat, een afslag naar de Laat en Dadelstraat en kruisingen met de Hofstraat, de Frederik Derbystraat en de Affi Jabbastraat. Bij de Johan Adolf Pengelstraat gaat de weg over in de Verlengde Gemenelandsweg.
Onderweg is er een vestiging van de Afdeling Basiszorg (BAZO) van het ministerie van Sociale Zaken en Volkshuisvesting; SOZAVE), de Rust en Vredekerk, de Afdeling Arbeidsinspectie van het ministerie van Arbeid, de sporthal van de Christelijke Onderwijzersbond (het COB Gebouw), het sportcomplex Frimangronplein (tot 2000 Brownsplein) en het AOV Fonds Kunst en Cultuur van het ministerie van SOZAVE.

### Monument
Het volgende pand in de Gemenelandsweg staat op de monumentenlijst:
| Omschrijving       | Bouwjaar | Adres             | Coördinaten                   | Objectnummer? | Afbeelding                    |
| ------------------ | -------- | ----------------- | ----------------------------- | ------------- | ----------------------------- |
| Rust- en Vredekerk |          | Gemenelandsweg 67 | 5° 49' 14" NB, 55° 10' 11" WL | BPO 103       | Meer afbeeldingen Upload foto |